# Coutansouze

Coutansouze este o comună în departamentul Allier din centrul Franței. În 1 ianuarie 2022 avea o populație de 158 de locuitori.